# Slag om Tripoli
De Slag om Tripoli was een stadsgevecht tijdens de opstand in Libië en duurde van 20 augustus tot 28 augustus 2011.
De Libische hoofdstad Tripoli was de plaats waar Kolonel Qadhafi zich het grootste deel van de opstand tegen zijn regime ophield tot deze in augustus rechtstreeks werd aangevallen. Lokale opstandelingen, later bijgestaan door rebellen van buiten en de NAVO, schakelden troepen trouw aan het Qadhafi-regime uit en stelden de stad veilig voor de Nationale Overgangsraad. Hoewel Qadhafi had bezworen de hoofdstad niet te zullen verlaten, bleek hij toch met enkele familieleden naar zijn geboortestad Sirte te zijn gevlucht toen de hoofdstad viel.

## Aanloop
De eerste keer dat de burgers in Tripoli begonnen te betogen tegen het bewind van Qadhafi was op 17 februari 2011. Toen de politie de betogingen uiteen probeerde te slaan kwam het tot opstootjes en rellen. Demonstranten bezetten het Groene Plein en staken politiebureaus en het Algemeen Volkscongres (het parlementsgebouw) in brand; politie en leger reageerden met geweervuur en heroverden de stad met het nodige geweld op 25 februari. Sindsdien werd getracht elk protest de mond te snoeren en opstandelingen werden gedwongen ondergronds te werken.
Daarna werd een nieuwe opstand in Tripoli voorbereid, in de Cyrenaicische steden was een opstand wel al gelukt. Zo werden er groepen jongemannen uit Tripoli naar Benghazi gehaald om te worden getraind en terug in de hoofdstad slapende cellen te vormen, vermomd onder meer als vissers. Toen half augustus de rebellen van het Nafoesagebergte erin slaagden door te stoten naar de kust van de Middellandse Zee en onder meer de belangrijke oliestad Az Zawiyah (opnieuw) werd ingenomen, achtten de rebellen in Tripoli de tijd rijp en gingen op 20 augustus over tot actie.

## Slag om Tripoli

### Begin van de gevechten
Op 20 augustus zeiden de rebellen dat de echte strijd om Tripoli was begonnen.
Op zondag 21 augustus 2011 vielen de rebellerende troepen met grote mankrachten de hoofdstad Tripoli binnen. Al snel na binnenkomst gaf een hoge functionaris van het Libische leger het bevel, om alle wapens neer te leggen. Hierdoor konden de rebellen gemakkelijk Tripoli binnendringen.
In vier Tripolitaanse wijken bezetten rebellen strategische punten en begonnen vuurgevechten met de troepen van Qadhafi. De opstandelingen kregen luchtsteun van de NAVO. De NAVO bombardeerde onder meer ook Bab al-Azizia, het zwaar gefortificeerde complex van 6 km2, dat het hoofdkwartier van de familie Qadhafi in Tripoli was. Op 21 augustus bereikten rebellen, die van de kant van Az Zawiyah kwamen, het westen van Tripoli. Het Groene Plein werd ingenomen door de rebellen en weer het Martelarenplein genoemd om de herinnering aan Qadhafi's bewind uit te wissen en de gevallenen van de opstand te eren. Ook nog die dag werd het merendeel van de hoofdstad bezet. Beeltenissen van Moammar Qadhafi werden kapotgemaakt en Libische groene vlaggen werden verbrand en vervangen door de rebellenvlag; de gevechten bleven doorgaan en slachtoffers eisen.
De rebellen werden op veel plaatsen door de bevolking als helden en met veel gejuich binnengehaald.

### Blijvende weerstand
Op 23 augustus werd Bab al-Azizia door rebellen ingenomen, waarna het werd geplunderd en gedeeltelijk vernield. Qadhafi zelf en zijn familie werden niet aangetroffen. Rondom het complex en elders in Tripoli bleven wel vuurgevechten doorgaan. Ook werden 35 internationale journalisten gevangen gehouden in het Rixos-hotel in Tripoli, dat ligt in een gebied dat op dat moment nog in handen van Qadhafi-aanhangers was. Op 24 augustus konden zij het hotel verlaten. Op diezelfde dag maakte de Nationale Overgangsraad bekend dat er een prijs op het hoofd van de ondergedoken dictator was gezet.

### Misdaden over en weer, slachtoffers
Alle dagen werden er Qadhafi-sluipschutters gemeld die verscheidene plekken in Tripoli onveilig bleven maken. Vooral in de wijk Abu Salim werd op 25 en 26 augustus nog hevig gevochten. Daarbij werden krijgsgevangenen, waaronder veel zwarte Afrikaanse huurlingen die voor Qadhafi streden, in handen van de rebellen niet altijd goed behandeld: ze werden bedreigd en moesten onder druk verklaringen afleggen, zo stelde Amnesty International vast. Op andere plaatsen zoals bij een ziekenhuis werden lijken gevonden van zwarte Afrikanen met hun handen op de rug gebonden; vermoedelijk waren ze door opstandelingen geëxecuteerd. In het ziekenhuis zelf werden tientallen doden gevonden; de artsen hadden hun achter moeten laten toen ze vluchtten voor geweld. Later werd in een legerbasis van Khamis al-Qadhafi een loods met ongeveer 50 verkoolde lijken gevonden; de vondsten wijzen Qadhafi-troepen als de daders aan.

### Einde van de gevechten en humanitaire situatie

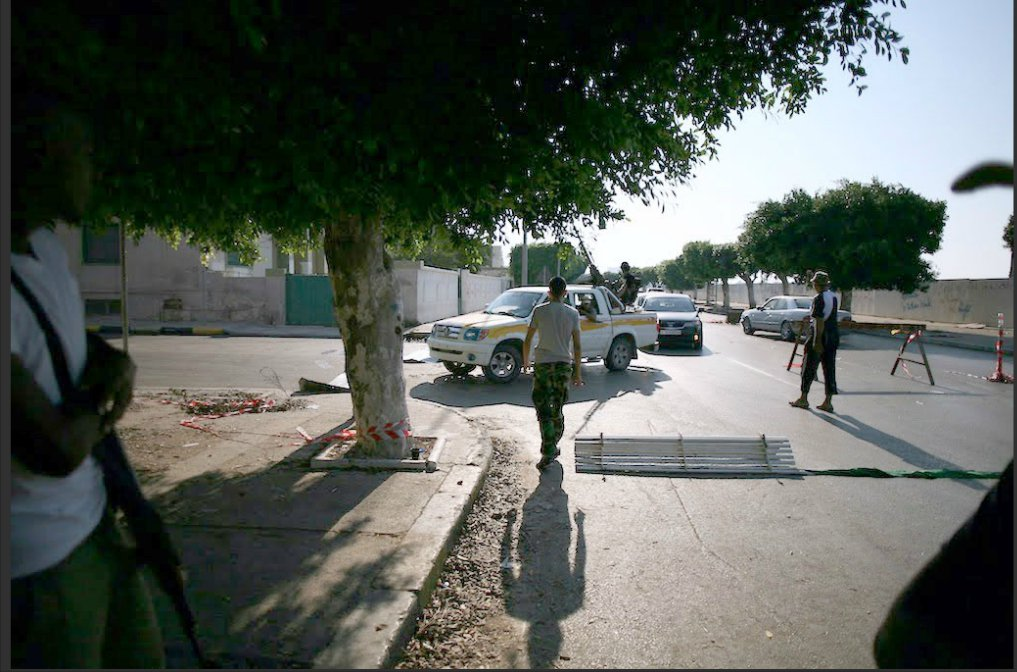
Een controlepost van de rebellen in Tripoli, 26 augustus.

De Nationale Overgangsraad maakte op 25 augustus bekend, dat zij zich al grotendeels van Benghazi naar de hoofdstad Tripoli had verplaatst, hoewel voorzitter Mustafa Abud al-Jeleil voorlopig nog in Benghazi bleef.
Hoewel na 27 augustus de gevechten minder werden, maakten de Verenigde Naties zich zorgen over de humanitaire situatie in Tripoli. Een groot deel van de stad zat zonder water en elektriciteit. Ook was er een tekort aan voedsel en brandstof en ziekenhuizen hadden gebrek aan medicijnen en apparatuur.
Op 28 augustus veroverden de opstandelingen de laatste basis op de Qadhafi-getrouwen in Tripoli, waarmee zij de controle over de hele stad kregen.

## Berichtgeving
Door de media werden tijdens de slag veel tegenstrijdige en onverifieerbare beweringen gedaan die tot verwarring hebben geleid. Zo zouden op 21 augustus maar liefst drie zonen van Qadhafi door de rebellen gevangen zijn genomen, maar slaagden alle drie er weer in te ontsnappen; onduidelijk is of ze überhaupt ooit gevangen waren geweest. Saif al-Islam al-Qadhafi verscheen op 23 augustus weer in het openbaar, met de boodschap dat de regering het grootste deel van de stad nog beheerste en aan de winnende hand was, om vervolgens weer uit het zicht te verdwijnen. Later bleek dat de verspreiding van het valse bericht over de vangst van Saif al-Islam slechts een taktische zet was: daardoor gaven zich 30 wachtposten van Qadhafi's hoofdkwartier over, wat zorgde voor de beslissing in de strijd om Bab al-Azizia.
Ook zeiden de rebellen vaak te vroeg bepaalde stadsdelen, zoals de Luchthaven Mitiga Internationaal en de militaire haven, te hebben veroverd op de loyalisten. Dagen later werd er nog gevochten. Daarnaast was niet altijd duidelijk of de urenlange geweerschoten nu tekenen van gevechten of van vreugdevuur van feestende menigten waren.